# علم الألم
علم الألم وهو علم العلاج الطبي للألم كممارسة انتشرت في اليونان وتركيا. الجمعية اليونانية لعلم الألم والجمعية التركية لعلم الألم Society هما الهيئتان المحليتان ذواتا الصلة بالجمعية الدولية لدراسة الألم (IASP).

## وصلات خارجية
- الجمعية اليونانية لعلم الألم
- الجمعية التركية لعلم الألم
- الجمعية الدولية لدراسة الألم